# Flexopecten
Flexopecten is een geslacht van tweekleppige weekdieren die behoren tot de familie mantels (Pectinidae). 
Alle soorten leven in zoutwater en hebben een platte schelp met duidelijke groeven. 

## Soorten
Er zijn vier soorten:
- Flexopecten felipponei
- Flexopecten flexuosus
- Flexopecten glaber
- Flexopecten hyalinus